# The Best Damn Thing
The Best Damn Thing è il terzo album in studio della cantautrice canadese Avril Lavigne, pubblicato il 13 aprile 2007 dall'etichetta discografica RCA Records.
L'album è stato prodotto da Dr. Luke, Butch Walker, da Lavigne stessa, e da Deryck Whibley, a quei tempi marito di Lavigne. Accolto molto positivamente dalla critica contemporanea per via del suo nuovo stile musicale caratterizzato da sonorità orientate verso il genere pop punk, The Best Damn Thing ha venduto più di 18 milioni di copie in tutto il mondo, diventando il quarto album più venduto del 2007.

## Descrizione

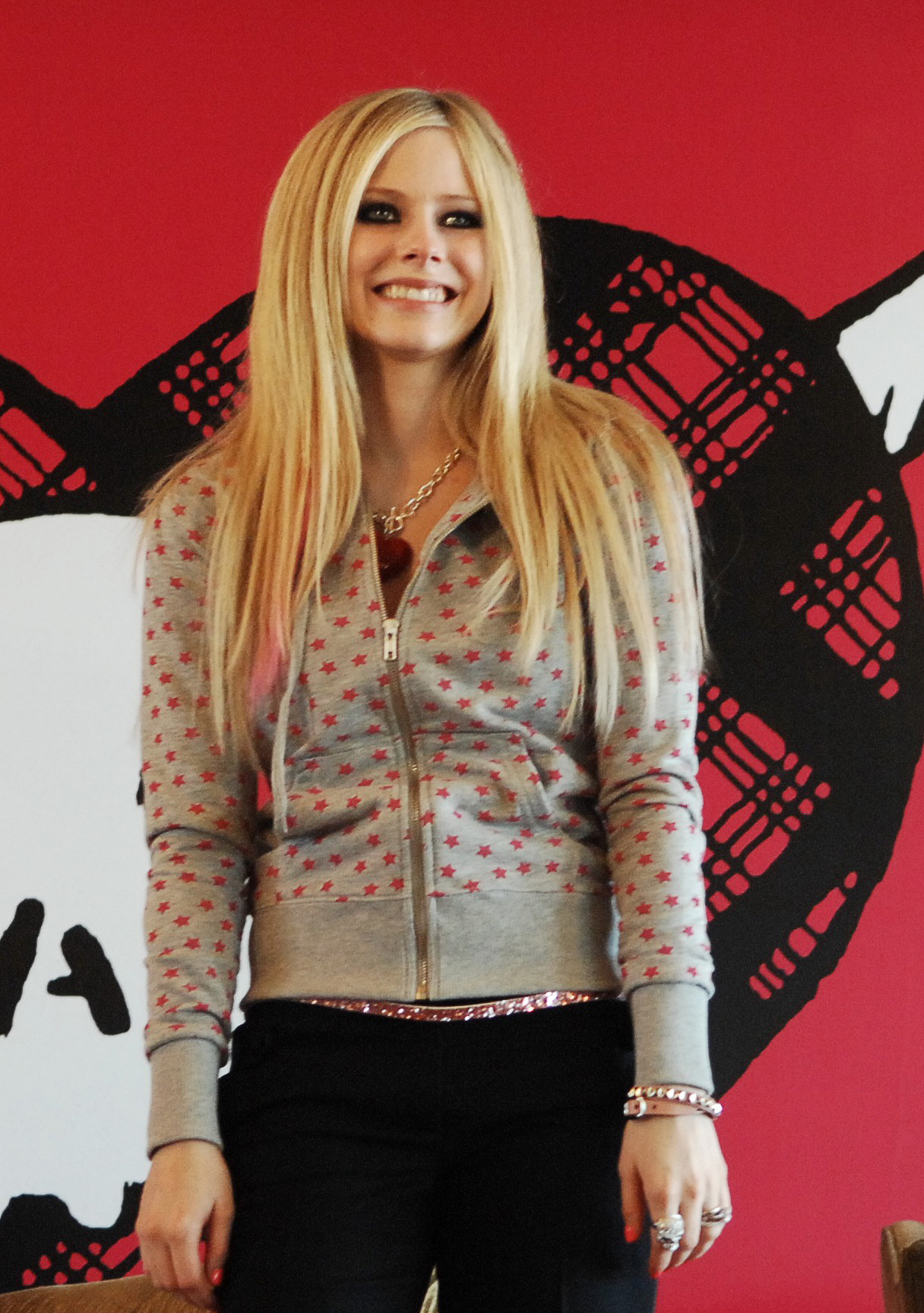
Avril Lavigne in una conferenza stampa a Hong Kong per il lancio dell'album

È stata fatta una reinterpretazione di I Will Be dalla cantante inglese Leona Lewis ed è stata inserita nel suo CD di debutto Spirit.  Nel giugno 2007 è uscito il remix di Girlfriend dal titolo Girlfriend Dr. Luke Remix, in duetto con la rapper Lil' Mama; è stato girato anche un video musicale per la canzone. A proposito del brano Girlfriend, questo è stato reso disponibile anche con il ritornello cantato in sette diverse lingue (spagnolo, portoghese, giapponese, cinese mandarino, italiano, tedesco e francese); la canzone ha ricevuto anche un'accusa di plagio per via delle forti somiglianze riscontrato con il brano I Wanna Be Your Boyfriend che i The Rubinoos avevano pubblicato nel 1979: la cantante si è difesa sostenendo di non aver mai sentito la canzone del gruppo americano. La prima udienza era stata fissata per il 28 agosto 2007, ma Avril Lavigne e i The Rubinoos hanno deciso di risolvere privatamente la questione e nel gennaio 2008 è stato reso noto che il tutto si è concluso con un accordo privato tra le parti.

## Promozione
Il 18 febbraio 2007 sono state pubblicate su AOL Music le clip di Everything Back But You, I Can Do Better e When You're Gone. Il brano Alone (scelto come b-side di Girlfriend) è stato reso disponibile per il download su iTunes Store in Nuova Zelanda e in Australia il 29 marzo. L'intero album ha debuttato nella stazione radiofonica Radio Ottawa HOT 89.9 alle 6:00 del mattino il 14 aprile 2007.
Giorni prima della pubblicazione di The Best Damn Thing, Avril Lavigne era particolarmente impegnata nella promozione del disco in tutto il Nord America a fare spettacoli dal vivo in show televisivi come Saturday Night Live, David Letterman Show, The Ellen DeGeneres Show e TRL. L'11 settembre 2007, Avril è apparsa nel finale di stagione di Canadian Idol e si è esibita con Hot e When You're Gone. Nello show, la Lavigne ha annunciato il tour a supporto dell'album. La cantante ha anche fatto il suo debutto sul sito web di moda mondiale Stardoll per promuovere The Best Damn Thing. Qui, ha creato la propria paperdoll e ha risposto ad alcune domande ai suoi fan in un rapido esercizio di 10 minuti. La sua suite può essere trovata presso il sito www.stardoll.com/en nell'elenco Real Celebrity ("Celebrità reale"). Ha anche una propria colonna promozione per la sua linea d'abbigliamento Abbey Dawn è presente anche sul sito web, dove gli altri membri possono acquistare questi tipi di capo per vestire le loro bambole.
Durante tutto il 2007, la Lavigne ha promosso il suo album con un tour promozionale, il The Best Damn Thing Promotional Tour, suonando in alcuni concerti televisivi per CBC e MTV in Canada e a Parigi. Ha anche eseguito 3 concerti in Messico e in luoghi come Roma, Hong Kong, la Russia, e si è esibita in Cina per la prima volta nella sua carriera con un concerto sold out a Shanghai. In Europa ha promosso soprattutto l'album in diversi festival estivi. In Asia ha preso parte al Summer Sonic Festival a Osaka, in Giappone, ed entro la fine dell'anno, si è unita al Jingle Ball Tour negli Stati Uniti.

Lavigne ha intrapreso poi una vera e propria tournée, denominata The Best Damn Tour, cominciata il 5 marzo 2008 e conclusa il 6 ottobre dello stesso anno per un totale di 110 date. Il tour ha visitato il Nord America da marzo a maggio, poi da maggio a luglio tutta l'Europa, tornando negli Stati Uniti e in Canada fra luglio e agosto e, infine, è andata in Asia da agosto a ottobre per la leg finale. Gli artisti di apertura per la tappa nordamericana furono la band Boys Like Girls. La parte europea del tour è stata aperta dai Jonas Brothers. Demi Lovato ha aperto alcune delle date nella seconda tappa della parte nordamericana del tour. La scaletta comprende canzoni del nuovo album principalmente, ma anche i singoli di maggiore successo provenienti da Let Go e Under My Skin. Un DVD con le registrazioni dal vivo del tour è stato pubblicato il 9 settembre 2008 e chiamato The Best Damn Tour - Live in Toronto.

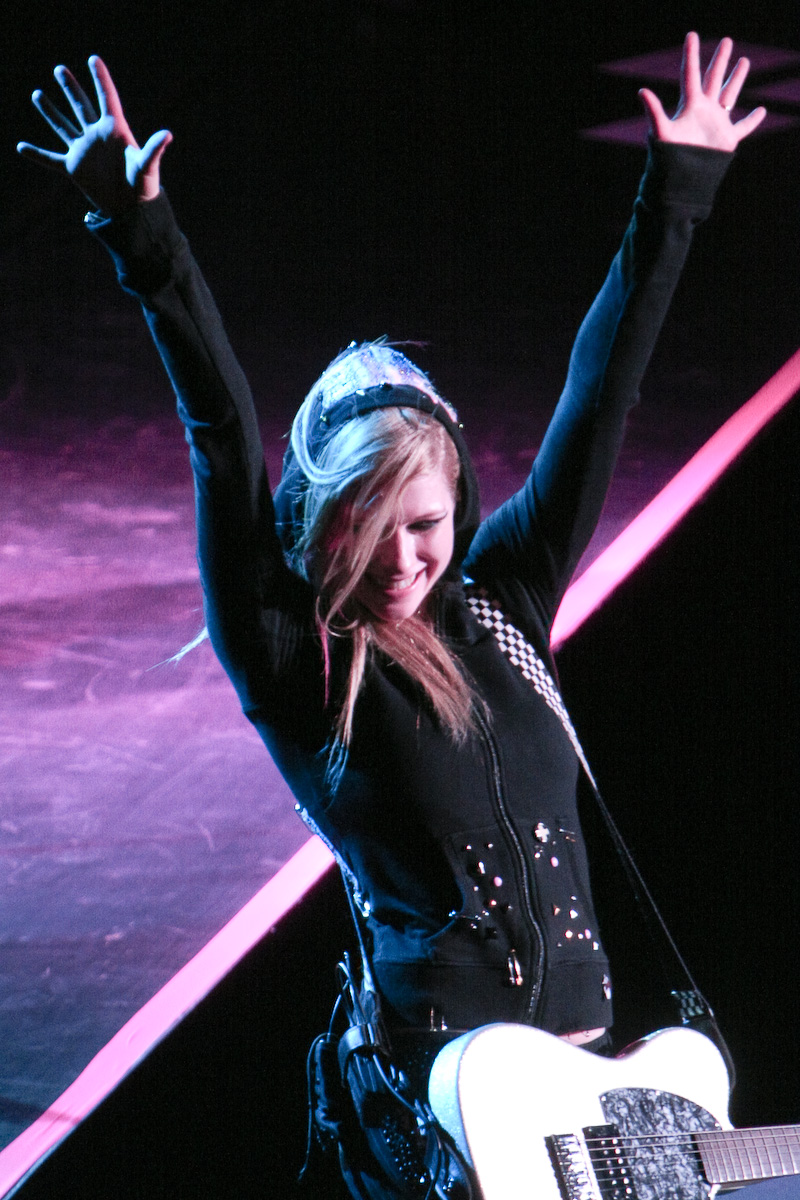
Avril Lavigne durante la tappa del tour a Pechino, in Cina.

Il tour ha scatenato diverse polemiche, in particolare in Malaysia, dove la cantante è stata considerata "troppo sexy" per potersi esibire e il tutto ha suscitato diverse proteste. Alla fine comunque il governo le ha dato il via per esibirsi il 29 agosto 2008.

## Tracce
Edizione standard
1. Girlfriend – 3:37 (Avril Lavigne, Lukasz Gottwald)
2. I Can Do Better – 3:15 (Avril Lavigne, Lukasz Gottwald)
3. Runaway – 3:48 (Avril Lavigne, Lukasz Gottwald, Kara DioGuardi)
4. The Best Damn Thing – 3:09 (Avril Lavigne, Butch Walker)
5. When You're Gone – 4:00 (Avril Lavigne, Butch Walker)
6. Everything Back But You – 3:03 (Avril Lavigne, Butch Walker)
7. Hot – 3:23 (Avril Lavigne, Evan Taubenfeld)
8. Innocence – 3:53 (Avril Lavigne, Evan Taubenfeld)
9. I Don't Have to Try – 3:17 (Avril Lavigne, Lukasz Gottwald)
10. One of Those Girls – 2:56 (Avril Lavigne, Evan Taubenfeld)
11. Contagious – 2:09 (Avril Lavigne, Evan Taubenfeld)
12. Keep Holding On – 4:03 (Avril Lavigne, Lukasz Gottwald)

iTunes pre-order Edition
1. I Will Be – 3:59 (Avril Lavigne, Max Martin, Lukasz Gottwald)

German Edition
1. Girlfriend (German version) – 3:37

iTunes Deluxe Edition
1. When You're Gone (Acoustic Version) – 3:58
2. I Can Do Better (Acoustic Version) – 3:39
3. Girlfriend (The Submarines' Time Warp '66 Mix) – 3:11
4. When You're Gone (Video)

Japanese Edition
1. Alone – 3:14 (Avril Lavigne, Max Martin, Lukasz Gottwald)
2. Girlfriend (video)

Japanese Tour Edition
- CD:

1. Alone – 3:14
2. Sk8er Boi (Live) – 4:09
3. Adia (Live) – 3:42

- DVD:

1. Girlfriend (video)
2. Girlfriend (Dr. Luke Remix - video feat. Lil'Mama)
3. When You're Gone (video)
4. Hot (video)
5. The Best Damn Thing (video)
6. Making of: The Best Damn Thing
7. Making of: Girlfriend (video)

Limited Edition
- CD:

1. Alone – 3:14
2. I Will Be – 3:59
3. I Can Do Better (Acoustic Version) – 3:39
4. Girlfriend (The Submarines' Time Warp '66 Mix) – 3:11
5. Girlfriend (Dr. Luke Remix feat. Lil'Mama) – 3:24

- DVD:

Live at the Orange Lounge
1. Everything Back But You
2. Girlfriend
3. Hot
4. When You're Gone

Music videos
1. Girlfriend
2. When You're Gone
3. Hot
4. Girlfriend (Dr. Luke Remix feat. Lil'Mama)

Deluxe Edition Bonus DVD
1. The Making of: The Best Damn Thing
2. Photogallery

Edizione cinese
1. Girlfriend – 3:37 (Avril Lavigne, Lukasz Gottwald)
2. I Can Do Better – 3:17 (Avril Lavigne, Lukasz Gottwald)
3. Runaway – 3:48 (Avril Lavigne, Lukasz Gottwald, Kara DioGuardi)
4. The Best Damn Thing – 3:10 (Avril Lavigne, Butch Walker)
5. When You're Gone – 4:00 (Avril Lavigne, Butch Walker)
6. Hot – 3:23 (Avril Lavigne, Evan Taubenfeld)
7. Innocence – 3:53 (Avril Lavigne, Evan Taubenfeld)
8. I Don't Have to Try – 3:17 (Avril Lavigne, Lukasz Gottwald)
9. One of Those Girls – 2:56 (Avril Lavigne, Evan Taubenfeld)
10. Contagious – 2:10 (Avril Lavigne, Evan Taubenfeld)
11. Keep Holding On – 3:59 (Avril Lavigne, Lukasz Gottwald)

## Successo commerciale
Solamente dopo una settimana dalla pubblicazione l'album vende circa 2.800.000 copie, record superato solo da Madonna che con il suo Confessions on a Dance Floor, nel 2005, ne vende dopo la prima settimana circa 3 milioni; con questo numero Avril riesce a debuttare direttamente alla prima posizione nella classifica degli album più venduti negli Stati Uniti. Nel territorio statunitense, l'album debutta direttamente al primo posto grazie a una vendita di 289.000 unità, circa 100.000 in meno rispetto ad Under My Skin. Dopo quest'ultimo, rappresenta il suo secondo album in vetta alla Billboard 200. È rimasto in vetta anche durante la seconda settimana di disponibilità con 122.000 copie vendute e un decremento del 58%. Fino a luglio 2013, l'album vende 1.750.000 copie nei soli Stati Uniti.
In Italia l'album nella prima settimana ottiene subito il disco d'oro, vendendo più di 40.000 copie e debuttando al primo posto nella classifica degli album più venduti, posizione che mantiene per diverse settimane. I quattro singoli estratti dall'album sono tutti volati nella classifica dei singoli più venduti negli Stati Uniti: è entrato anche un brano dell'album non pubblicato come singolo ufficiale, Runaway, che si è piazzato alla posizione numero 94.

## Classifiche

### Classifiche settimanali
| Classifica (2007) | Posizione massima |
| ----------------- | ----------------- |
| Australia         | 2                 |
| Austria           | 1                 |
| Belgio (Fiandre)  | 9                 |
| Belgio (Vallonia) | 4                 |
| Canada            | 1                 |
| Danimarca         | 5                 |
| Finlandia         | 8                 |
| Francia           | 3                 |
| Germania          | 1                 |
| Giappone          | 1                 |
| Grecia            | 1                 |
| Irlanda           | 1                 |
| Italia            | 1                 |
| Messico           | 3                 |
| Norvegia          | 18                |
| Nuova Zelanda     | 2                 |
| Paesi Bassi       | 8                 |
| Polonia           | 4                 |
| Portogallo        | 9                 |
| Regno Unito       | 1                 |
| Spagna            | 9                 |
| Stati Uniti       | 1                 |
| Svezia            | 6                 |
| Svizzera          | 2                 |
| Ungheria          | 7                 |

### Classifiche di fine anno
| Classifica (2007) | Posizione |
| ----------------- | --------- |
| Argentina         | 19        |
| Australia         | 19        |
| Austria           | 22        |
| Belgio (Fiandre)  | 74        |
| Belgio (Vallonia) | 44        |
| Francia           | 38        |
| Germania          | 20        |
| Giappone          | 4         |
| Italia            | 21        |
| Messico           | 48        |
| Regno Unito       | 34        |
| Stati Uniti       | 25        |
| Svizzera          | 18        |
| Ungheria          | 35        |
| Classifica (2008) | Posizione |
| Stati Uniti       | 176       |

## Riconoscimenti
| Anno | Cerimonia                    | Categoria                       | Esito           |
| ---- | ---------------------------- | ------------------------------- | --------------- |
| 2007 | MTV Europe Music Awards      | Album of the Year               | Candidato/a     |
| 2007 | Paja Awards                  | Album of the Year               | Vincitore/trice |
| 2007 | PortalMix.com                | International Album of the Year | Vincitore/trice |
| 2007 | Premios Oye!                 | Main English Record of the Year | Vincitore/trice |
| 2008 | Juno Awards                  | Album of The Year               | Candidato/a     |
| 2008 | MTV Video Music Awards Japan | Best Album of the Year          | Candidato/a     |
| 2008 | Japan Golden Disc Awards     | Album of the Year               | Vincitore/trice |
| 2008 | Japan Golden Disc Awards     | Best 3 Albums                   | Vincitore/trice |
| 2008 | Gold Disc Award Hong Kong    | Best 10 Albums                  | Vincitore/trice |

## Date di pubblicazione
| Nazione     | Data           | Etichetta |
| ----------- | -------------- | --------- |
| Italia      | 11 aprile 2007 | Sony BMG  |
| Germania    | 13 aprile 2007 | Sony BMG  |
| Canada      | 17 aprile 2007 | Sony BMG  |
| Stati Uniti | 17 aprile 2007 | RCA       |